# Ankylocythere tallapoosa
Ankylocythere tallapoosa är en kräftdjursart som beskrevs av D. G. Hart och C. W. Hart 1971. Ankylocythere tallapoosa ingår i släktet Ankylocythere och familjen Entocytheridae. Inga underarter finns listade i Catalogue of Life.